# Велча (Валона)
Велча (алб. Velçë) је село у јужној Албанији (Општина Сељаница, Област Валона). Лежи у долини реке Сушице. У близини села налази се средњовековни археолошки локалитет Асомат, са остацима православне цркве са нартексом, која потиче из 9. или 10. века, а сматра се да је била посвећена светом арханђелу Михаилу. Према мишљењу појединих истраживача, на том месту се налазила средњовековна Велица (грч. Βελίτζα), односно Велика, која се у грчким и словенским изворима помиње као епископско седиште светог Климента Охридског (умро 916. године), односно седиште православне Величке епископије.